# レッドアウト
レッドアウト（英: Redout）は、主に航空機のパイロットに見られる症状で、マイナス方向（頭部方向）への大きなGがパイロットに加わった際に、血液が眼球内の血管に集中し、視野が赤くなる症状を指す。これに対してプラス方向（脚部方向）へのGによって引き起こされる症状にはグレイアウト、ブラックアウト、G-LOCがある。
快適性が重要視される旅客機内ではもちろんのこと、戦闘機パイロットにさえ頻繁に起こる現象ではない。航空機は機体上部を旋回中心に向けた旋回の方がその構造上旋回半径が小さくなるため、旋回の多くは機首上げが用いられ、旋回によっておこるGはプラス方向のものとなる。
頭を外側へ向けて旋回するマニューバはまず行われるものではなく、緊急時や曲芸飛行などでアウトサイドループなどを行う場合を除けば、起こる可能性は低い。
視野が赤くなるのは眼球内血管に血液が集中するためであり、単純に頭部に血液が集中しても、視覚上の色彩が変化することはない。ただし脳内での各器官における血流量に偏りが生まれれば別で、その場合、頭痛、めまい、キラキラしたものが見える、などの症状が起こる。
人間は頭部の血管が非常に細いために-3G程度が限界であり、頭部に血液が集中していることを示すレッドアウトは、ブラックアウトと比較してより危険性が高いものといえる。